# 本·吉莱里
本杰明·吉莱里（英語：Benjamin Gillery，1965年9月19日—），美国NBA联盟前职业篮球运动员。